# 曹允源
曹允源（1856年—1927年），江蘇省蘇州府吳縣人，祖籍安徽歙县。清朝政治人物、進士出身。
光緒十五年（1889年），参加光緒己丑科殿試，登進士二甲44名。同年五月，著主事，分部学习。
民国时期曾任江苏省立图书馆馆长。